# グラディエーターII 英雄を呼ぶ声
『グラディエーターII 英雄を呼ぶ声』（グラディエーターツー えいゆうをよぶこえ、原題：Gladiator II）は、2024年のイギリス・アメリカ合衆国の歴史映画。R15＋指定。
帝政ローマ時代の剣闘士（グラディエーター）を描いた2000年の映画『グラディエーター』の続編。前作に続きリドリー・スコットが監督する。出演はポール・メスカル、ペドロ・パスカル、コニー・ニールセン、デンゼル・ワシントンなど。
2024年11月22日の全米公開に先駆け、11月15日に日本で公開された。

## ストーリー
前作から16年後。ルッシラの息子、ルシアスは母の計らいでローマから亡命し、ヌミディアで妻と暮らしていた。ある日マルクス・アカシウス将軍率いるローマ軍が侵攻し、妻を殺されたルシアスは奴隷となる。
やがて今は亡きマキシマスの物語に触発されたルシアスは、剣闘士として戦うことを決意する。

## キャスト
ルシアス・ヴェルス
演 - ポール・メスカル、日本語吹替 - 武内駿輔
ルッシラの息子。前作で叔父コモドゥスが討たれた後、権力闘争に巻き込まれるのを避けるため、母の計らいでローマから亡命していた。
ヌミディアでは「ハンノ」という名前で平穏に暮らしていたが、ローマ軍の侵攻で妻を喪い、自身は捕虜となり剣闘士として戦うこととなる。
マルクス・アカシウス
演 - ペドロ・パスカル、日本語吹替 - 山寺宏一
ローマ軍の将軍であり、ルッシラの再婚相手。
皇帝たちに忠実に仕えていたが、彼等の悪政に耐えかねて反乱を引き起こそうとした罰として剣闘士として戦うこととなる。
マクリヌス
演 - デンゼル・ワシントン、日本語吹替 - 大塚明夫
皇帝や元老院を利用しローマを支配しようと企む元奴隷の男。商人や剣闘士のスポンサーとして莫大な富と影響力を得る。
ルシアスに才能を見出し、彼を利用して皇帝たちへ取り入ろうと目論む。
ルッシラ
演 - コニー・ニールセン、日本語吹替 - 沢海陽子
ルシアスの母。マキシマスの死後、息子を守るべくローマから亡命させた。
民衆からの信頼は厚いが、皇帝たちからは疎まれており、当人も圧政を止めるべく、アカシウスと結託し反乱を計画していた。
ゲタ
演 - ジョセフ・クイン、日本語吹替 - 宮野真守
カラカラの兄であり共同皇帝の一人。
カラカラ
演 - フレッド・ヘッキンジャー、日本語吹替 - 梶裕貴
ゲタの弟であり共同皇帝。ペットに猿を一匹飼っている。
グラックス議員
演 - デレク・ジャコビ、日本語吹替 - 塾一久
皮肉屋の元老院議員。マキシマスとコモドゥスの一騎打ちの結果、復職する。
ウィッゴ
演 - リオル・ラズ、日本語吹替 - 最上嗣生
元剣闘士でありマクリヌスのトレーナー。
トラエクス
演 - ティム・マッキナリー、日本語吹替 - 岩崎ひろし
ギャンブル中毒の腐敗したローマの元老院議員。
ラヴィ
演 - アレクサンダー・カリム、日本語吹替 - 上田燿司
かつて剣闘士だったが自由を手にした後、負傷した剣闘士を手当てする医者になることを選んだ男。インド人。
テグーラ
演 - ロリー・マッキャン、日本語吹替 - 間宮康弘
近衛兵のリーダー。
ユーグルタ
演 - ピーター・メンサー、日本語吹替 - 志村知幸
ルシアスを指導した黒人のヌミディア人の族長。ローマ軍との闘いの後にルシアスと共に奴隷にされ、剣闘士として戦うこととなる。
闘技場の進行役
演 - マット・ルーカス、日本語吹替 - 青山穣
マキシマス・デシムス・メリディアス
演 - ラッセル・クロウ（アーカイヴ映像）、日本語吹替 - 山路和弘
ルシアスの父でローマ軍の将軍だった男。コモドゥスとの一騎打ちの果てに死亡する。

## 製作
2000年公開の前作が大ヒットした後、続編を望む声が業界内であがっていた。しかし、ふさわしい脚本が生まれなかったことや、前作配給のドリームワークスが経営難のため版権をパラマウントに売却したことから、企画は長らく頓挫していた。
2018年、企画が動き出した。監督は前作に引き続きリドリー・スコット。脚本のデヴィッド・スカルパは、同監督の『ゲティ家の身代金』（2017年）と『ナポレオン』（2023年）の脚本も手掛けている。

## 反響

### 評価
批評家からは概ね好評を得ている。Rotten Tomatoesによれば、363件の評論のうち高評価は71%にあたる259件で、平均点は10点満点中6.6点、批評家の一致した見解は「前作を彷彿とさせながら血生臭さと仰々しさを高めた『グラディエーターII 英雄を呼ぶ声』は、その力強さと名誉の多くをデンゼル・ワシントンの圧倒的な演技から得ている派手なアクション狂想劇である。」となっている。Metacriticによれば、62件の評論のうち、高評価は38件、賛否混在は22件、低評価は2件で、平均点は100点満点中64点となっている。一方で、アクション以外の部分を低評価する声も複数ある。

### 歴史考証
本作は史実に反する描写を含む。例えば、ヌミディアは当時既にローマ支配下にあり、戦争は起こっていない。一方でヒヒやサイ、模擬海戦（ナウマキア）の描写は、脚色を含むが史実に即している。